# Quintus Pompeius (consul in 141 v.Chr.)
Quintus Pompeius was afkomstig uit de Romeinse Plebejische gens Pompeia en bereikte in 141 v.Chr. als eerste lid van zijn geslacht het consulaat.

## Herkomst
De Romeinse redenaar Marcus Tullius Cicero noemde Quintus Pompeius een homo novus, omdat voor hem geen enkel lid van de Pompeii tot de hogere ambten van de cursus honorum was opgeklommen. De vader van Quintus Pompeius was een verder onbekende Aulus Pompeius, die naar verluidt als fluitspeler de kost verdiende. Mogelijk is deze verklaring een bewuste uitvinding van de politieke tegenstanders van de homo novus.

## Consulaat
We weten zo goed als niets over de eerste stappen van Quintus Pompeius in de politiek. Toch is het waarschijnlijk dat zijn vroegste politieke verwezenlijkingen niet onbelangrijk waren, zodat hij, tevens een getalenteerd en in ieder geval bij het plebs geliefde redenaar, met de steun van het volk tegen de oppositie van de Optimates in, in het bijzonder die van Scipio Aemilianus, in 141 v.Chr. het hoogste ambt kon bereiken.
Quintus werd Hispania als provincia toegewezen, waarmee hij ook de opdracht kreeg toegewezen om het militaire conflict van de Romeinen tegen de voor hun vrijheid vechtende Keltiberische stammen (Numantijnse Oorlog) voort te zetten. De proconsul Quintus Caecilius Metellus Macedonicus, die tot dan toe deze oorlog had geleid, droeg in 141 v.Chr. het imperium over de Romeinse strijdkrachten, de 30.000 infanteristen en 2000 ruiters, aan Pompeius over. Grotere militaire successen bleven echter uit voor de consul. Eerst viel hij een belangrijke bolwerk van weerstand, Numantia, vanuit het oosten aan, maar werd met grote verliezen teruggeslagen. Ook zijn beleg van Termantia mislukte, hoewel de belegerde stad aanzienlijk minder soldaten kon opbrengen dan de Romeinse aanvallers. De schuld voor deze mislukkingen zocht de consul aan zijn voorganger toe te schrijven: Metellus had hem slecht getrainde soldaten overgedragen alsook de militaire uitrusting en het voedsel vernietigd. Deze verklaring werd echter door de Oud-Griekse historicus Appianus tegengesproken, die stelde dat de aan Pompeius overgedragen troepen zich in goede staat zouden hebben bevonden.
Pompeius kon uiteindelijk een kleine overwinning behalen met de inname van het stadje Lagni. Bij deze verovering had de bevolking van de stad echter samen met de Romeinen tegen de Numantijnse soldaten gevochten, die de plaats hadden bezet. De consul trad vervolgens nog met succes op tegen een roverhoofdman, genaamd Tanginus, voordat hij de strijd vanwege de ophanden zijnde winter stillegde.

## Verdere loopbaan
Hoewel Pompeius zich aldus tot dan toe in Hispania nog niet echt als legeraanvoerder had weten te onderscheiden, werd hij nog niet teruggeroepen. Daarom behield hij in 140 v.Chr. nog het opperbevel, maar kon zijn militaire prestaties niet doen toenemen. Zo slaagde hij er niet in om Numantia volledig in te sluiten, omdat de verdedigers hem hierbij door gepaste tegenmaatregelen wisten te hinderen. Eind 140 v.Chr. werden de toenmalige Romeinse troepen door nieuw aangekomen soldaten vervangen, met dewelke Pompeius echter enkel nog grotere verliezen leed, zodat hij nu overging tot onderhandelingen met zijn vijanden. Hij trof dientengevolge een overeenkomst met de beide niet door hem bedwongen steden, Numantia en Termantia, waarin deze met een uitlevering van gijzelaars en gevangen alsook een betaling van 30 talenten instemden. Hij loochende echter het bestaan van een dergelijk verdrag tegenover de consul Marcus Popillius Laenas, toen deze in 139 v.Chr. de leiding over de oorlog tegen de Keltiberiërs wenste over te nemen. De Numantijnen deden over deze achterbakse manier van handelen hun beklag bij de senaat in Rome. Pompeius had vermoedelijk echter bij zijn omstreden handelswijze niet op eigen houtje gehandeld, maar met medeweten van een senaatscommissie, die toen hij met de Numantijnen aan het onderhandelen was, bij hem was aangekomen. Ten slotte werd door de senaat het verzoek om Pompeius uit te leveren verworpen en deze handelswijze veeleer goedgekeurd.
Vermoedelijk waren politieke vijanden van Pompeius de aanstichters van dit tegen hem gerichte verzoek tot uitlevering. Ongeveer een jaar later, in 138 v.Chr., zochten ze via juridische weg een einde te maken aan Pompeius' politieke carrière door hem wegens afpersing aan te klagen. Daarbij werd tegen Pompeius door twee invloedrijke aristocratische broedersparen zware beschuldigen geuit, namelijk door Quintus Caecilius Metellus Macedonicus en Lucius Caecilius Metellus Calvus en Gnaius en Quintus Servilius Caepio. Desalniettemin werd de beklaagde niet veroordeeld.
In 136 v.Chr. keerde Pompeius terug naar Hispania, waar hij tezamen met zijn politieke tegenstander Quintus Caecilius Metellus Macedonicus onder consul Lucius Furius Philus als legatus moest dienen. Hij heeft bij deze gelegenheid mogelijk toenadering gezocht tot de factie van de optimates en behoorde in 133 v.Chr. met andere vertegenwoordigers van deze tot de uitgesproken tegenstanders van de hervormingsgezinde tribunus plebis Tiberius Sempronius Gracchus, dewelke hij verweet hoogverraad te hebben gepleegd en zich tot koning te willen uitroepen. Een proces bleef echter uit, omdat Tiberius Gracchus nadat deze laatste beschuldiging tegen hem was geuit met honderden van zijn aanhangers werd vermoord.
In 131 v.Chr. bekroonde Pompeius zijn politieke loopbaan door het prestigieuze en hoge ambt van censor te bekleden. Zijn collega in dit ambt was zijn vroeger tegenstander Quintus Caecilius Metellus Macedonicus. Voor het eerst in de Romeinse geschiedenis waren er twee plebejische censores aangesteld.
Pompeius zou pas op latere leeftijd trouwen en had minstens één zoon en één dochter (Pompeia). Over zijn leven na zijn censuur is niets overgeleverd.